# 柘皋北闸老街
柘皋北闸老街位于安徽省巢湖市柘皋镇，建于明末清初。老街长230米，宽4-4.5米，保存古建筑145户，约600余间，是安徽中部保存最好的明清古建筑群。2007年被列为首批地级巢湖市文物保护单位，划归合肥后转为合肥市文物保护单位。。
位于老街中心位置的李鸿章当铺，于2019年入选安徽省文物保护单位。